# KNVB Beker 2023/24 (vrouwen)
De 44e editie van de KNVB Beker voor vrouwen ging op 16 februari 2024 van start met de achtste finales en eindigde op maandag 20 mei 2024 met de finale. Ajax wist in die finale met 3–1 van Fortuna Sittard te winnen en won daarmee voor de zesde keer de beker.

## Opzet
In de eerste ronde (achtste finales) speelden de Eredivisie-teams en de vier halve finalisten van de KNVB Beker (vrouwen amateurvoetbal) 2023/24.

Indien zowel het beloftenteam als het standaardelftal van die club zich allebei voor de kwartfinales zouden plaatsen, dan zouden deze via een gestuurde loting in een kwartfinale aan elkaar worden gekoppeld. Ajax en Jong Ajax plaatsten zich allebei voor de kwartfinales en kwamen dus automatisch in de kwartfinales tegen elkaar uit.

### Speeldata
| Ronde           | Speeldata                  |
| --------------- | -------------------------- |
| Achtste finales | 16, 17 en 18 februari 2024 |
| Kwartfinales    | 15, 16 en 17 maart 2024    |
| Halve finales   | 12, 13 en 14 april 2024    |
| Finale          | 20 mei 2024                |

## Wedstrijden

#### Achtste finales
|                            |                     |       |                                       |                                                        |
| 16 februari 2024 19.30 uur | PEC Zwolle (1)      | 1 – 2 | Fortuna Sittard (1)                   | De Vegtlust, Zwolle Scheidsrechter: Lizzy van der Helm |
| 16 februari 2024 19.30 uur | Sophie van Vugt 81' |       | 9' Charlotte Hulst 69' Tessa Wullaert | De Vegtlust, Zwolle Scheidsrechter: Lizzy van der Helm |

|                            |        |                                                                 |               |                                                                        |
| 16 februari 2024 19.30 uur | AZ (1) | 0 – 4                                                           | FC Twente (1) | AFAS Trainingscomplex, Wijdewormer Scheidsrechter: Richard Groenewegen |
| 16 februari 2024 19.30 uur |        | 20', 44' Renate Jansen 61' Liz Rijsbergen 85' Eva Oude Elberink |               | AFAS Trainingscomplex, Wijdewormer Scheidsrechter: Richard Groenewegen |

|                            |                                                                                            |              |                                                                               |                                                          |
| 16 februari 2024 20.00 uur | ADO Den Haag (1)                                                                           | 1 – 1 (n.v.) | Feyenoord (1)                                                                 | Bingoal Stadion, Den Haag Scheidsrechter: Wendy Gijsbers |
| 16 februari 2024 20.00 uur | Daniëlle Noordermeer 90+1'                                                                 |              | 60' Jada Conijnenberg                                                         | Bingoal Stadion, Den Haag Scheidsrechter: Wendy Gijsbers |
| 16 februari 2024 20.00 uur | Strafschoppen                                                                              |              |                                                                               | Bingoal Stadion, Den Haag Scheidsrechter: Wendy Gijsbers |
| 16 februari 2024 20.00 uur | Lobke Loonen Cato Pijnacker Hordijk Jill van den Ende Vanessa Susanna Daniëlle Noordermeer | 3 – 4        | Amber Verspaget Ziva Henry Esmee de Graaf Sisca Folkertsma Ella Van Kerkhoven | Bingoal Stadion, Den Haag Scheidsrechter: Wendy Gijsbers |

|                            |                                                           |       |             |                                                     |
| 17 februari 2024 12.00 uur | Jong Ajax (–)                                             | 3 – 0 | Telstar (1) | De Toekomst, Amsterdam Scheidsrechter: Jordy Schaft |
| 17 februari 2024 12.00 uur | Mirte van Koppen 63' Danique Tolhoek 79' Lina Touzani 87' |       |             | De Toekomst, Amsterdam Scheidsrechter: Jordy Schaft |

|                            |                                                    |       | |                                                           |
| 17 februari 2024 15.30 uur | Saestum-2 (3)                                      | 4 – 7 | Excelsior (1)                                                                                             | Sportpark Noordweg, Zeist Scheidsrechter: Giovanni Jaggan |
| 17 februari 2024 15.30 uur | Fleur Zwama 22', 45+1', 55' Lisa van der Linde 30' |       | 4', 36' Katelyn Hendriks 6', 27' Dana Breewel 38' Lynn Groenewegen 82' Chelsea Homan 90+4' Kimberley Smit | Sportpark Noordweg, Zeist Scheidsrechter: Giovanni Jaggan |

|                            |                     | |          |                                                                  |
| 17 februari 2024 15.45 uur | FC Eindhoven AV (2) | 0 – 9 | Ajax (1) | Genneper Sportparken, Eindhoven Scheidsrechter: Fijke Hoogendijk |
| 17 februari 2024 15.45 uur |                     | 21', 77' Quinty Sabajo 33' Jonna van de Velde 45+1' Tiny Hoekstra 59', 74' Nadine Noordam 69' Daliyah de Klonia 72', 90' (pen.) Romeé Leuchter 78' Bente Jansen |          | Genneper Sportparken, Eindhoven Scheidsrechter: Fijke Hoogendijk |

|                            |                                         |       |                  |                                                                     |
| 18 februari 2024 14.30 uur | sc Heerenveen (1)                       | 2 – 1 | PSV (1)          | Sportcomplex Nieuwehorne, Heerenveen Scheidsrechter: Robin Brinkman |
| 18 februari 2024 14.30 uur | Janneke Ennema 35' Jet van Beijeren 86' |       | 69' Chimera Ripa | Sportcomplex Nieuwehorne, Heerenveen Scheidsrechter: Robin Brinkman |

|                            |            | |                |                                                          |
| 18 februari 2024 16.00 uur | Nuenen (3) | 0 – 6 | FC Utrecht (1) | Sportpark Oude Landen, Nuenen Scheidsrechter: Kaj Fonken |
| 18 februari 2024 16.00 uur |            | 25' Lotje de Keijzer 28' Senne van de Velde 41' Dieke van Straten 66', 77' Amber Visscher 84' Ilse van der Zanden |                | Sportpark Oude Landen, Nuenen Scheidsrechter: Kaj Fonken |

#### Kwartfinales
|                         |                      |       |                                                       |                                                     |
| 14 maart 2024 19.30 uur | Jong Ajax (–)        | 1 – 5 | Ajax (1)                                              | De Toekomst, Amsterdam Scheidsrechter: Julia van Es |
| 14 maart 2024 19.30 uur | Mirte van Koppen 80' |       | 18', 21', 57' Romeé Leuchter 69', 79' Danique Tolhoek | De Toekomst, Amsterdam Scheidsrechter: Julia van Es |

|                         |                                                                 |       |               |                                                        |
| 14 maart 2024 19.30 uur | Feyenoord (1)                                                   | 3 – 0 | FC Twente (1) | Varkenoord, Rotterdam Scheidsrechter: Marisca Overtoom |
| 14 maart 2024 19.30 uur | Sanne Koopman 8' Ella Van Kerkhoven 34' Romeé van de Lavoir 56' |       |               | Varkenoord, Rotterdam Scheidsrechter: Marisca Overtoom |

|                         |                                                                       |       |                |                                                                |
| 17 maart 2024 14.30 uur | Fortuna Sittard (1)                                                   | 4 – 0 | FC Utrecht (1) | Fortuna Sittard Stadion, Sittard Scheidsrechter: Kyle Hoevener |
| 17 maart 2024 14.30 uur | Tessa Wullaert 26', 90' Hanna Huizenga 47' María Ólafsdóttir Grós 83' |       |                | Fortuna Sittard Stadion, Sittard Scheidsrechter: Kyle Hoevener |

|                         |                           |       |                   |                                                                           |
| 17 maart 2024 16.45 uur | Excelsior (1)             | 2 – 0 | sc Heerenveen (1) | Van Donge & De Roo Stadion, Rotterdam Scheidsrechter: Richard Groenewegen |
| 17 maart 2024 16.45 uur | Katelyn Hendriks 26', 71' |       |                   | Van Donge & De Roo Stadion, Rotterdam Scheidsrechter: Richard Groenewegen |

#### Halve finales
|                         |                                             |              |                        |                                                          |
| 16 april 2024 19.30 uur | Ajax (1)                                    | 2 – 1 (n.v.) | Feyenoord (1)          | De Toekomst, Amsterdam Scheidsrechter: Pieter van Veelen |
| 16 april 2024 19.30 uur | Tiny Hoekstra 39' Sherida Spitse 94' (pen.) | Verslag      | 67' Ella Van Kerkhoven | De Toekomst, Amsterdam Scheidsrechter: Pieter van Veelen |

|                         |               |         |                                                               |                                                                        |
| 17 april 2024 19.30 uur | Excelsior (1) | 0 – 5   | Fortuna Sittard (1)                                           | Van Donge & De Roo Stadion, Rotterdam Scheidsrechter: Marisca Overtoom |
| 17 april 2024 19.30 uur |               | Verslag | 6', 61' Tessa Wullaert 76', 86', 90+3' María Ólafsdóttir Grós | Van Donge & De Roo Stadion, Rotterdam Scheidsrechter: Marisca Overtoom |

#### Finale
|                                         |                                                       |               |                   | |
| 20 mei 2024 14.30 uur Finale KNVB Beker | Ajax                                                  | 3 – 1 (0 – 0) | Fortuna Sittard   | Koning Willem II Stadion, Tilburg Scheidsrechter: Shona Shukrula Video-assistent: Lizzy van der Helm |
| 20 mei 2024 14.30 uur Finale KNVB Beker | Nadine Noordam 54' Rosa van Gool 58' Bente Jansen 85' | Verslag       | 65' Féli Delacauw | Koning Willem II Stadion, Tilburg Scheidsrechter: Shona Shukrula Video-assistent: Lizzy van der Helm |

| Ajax | Fortuna Sittard |

| Ajax              |    |                    |     |
|                   |    |                    |     |
| DV                | 1  | Regina van Eijk    |     |
| LB                | 10 | Nadine Noordam     |     |
| CV                | 26 | Isa Kardinaal      |     |
| CV                | 25 | Kay-lee de Sanders |     |
| RB                | 24 | Daliyah de Klonia  | 87' |
| LM                | 23 | Lotte Keukelaar    | 79' |
| CM                | 20 | Lily Yohannes      | 79' |
| CM                | 11 | Ashleigh Weerden   | 90' |
| RM                | 21 | Rosa van Gool      |     |
| LS                | 19 | Tiny Hoekstra      |     |
| RS                | 15 | Chasity Grant      | 87' |
| Wisselspeelsters: |    |                    |     |
| AV                | 5  | Soraya Verhoeve    | 90' |
| AV                | 9  | Nikita Tromp       |     |
| DV                | 13 | Lois Niënhuis      |     |
| MV                | 16 | Danique Noordman   | 79' |
| AV                | 17 | Bente Jansen       | 79' |
| VD                | 18 | Milicia Keijzer    | 87' |
| AV                | 22 | Quinty Sabajo      |     |
| AV                | 29 | Danique Tolhoek    | 87' |
| DV                | 31 | Dionne van der Wal |     |
| Trainer:          |    |                    |     |
| Suzanne Bakker    |    |                    |     |

| Fortuna Sittard   |    |                        |     |
|                   |    |                        |     |
| DV                | 1  | Diede Lemey            |     |
| LB                | 44 | Féli Delacauw          |     |
| CV                | 6  | Anna Knol              |     |
| CV                | 3  | Myrthe Moorrees        | 86' |
| RB                | 2  | Moïsa van Koot         |     |
| LM                | 9  | María Ólafsdóttir Grós |     |
| CM                | 15 | Amber van Heeswijk     | 86' |
| RM                | 7  | Hildur Antonsdóttir    |     |
| LV                | 14 | Charlotte Hulst        |     |
| SP                | 11 | Alieke Tuin            |     |
| RV                | 29 | Tessa Wullaert         |     |
| Wisselspeelsters: |    |                        |     |
| VD                | 4  | Samantha van Diemen    |     |
| MV                | 10 | Farkhunda Muhtaj       |     |
| AV                | 13 | Hanna Huizenga         | 86' |
| MV                | 16 | Jarne Teulings         |     |
| MV                | 19 | Lára Pedersen          | 86' |
| AV                | 20 | Ted Rooijendijk        |     |
| DV                | 22 | Claire Dinkla          |     |
| MV                | 25 | Kawtar Aït Omar        |     |
| DV                | 30 | Britt Renzen           |     |
| Trainer:          |    |                        |     |
| Roger Reijners    |    |                        |     |

| KNVB Beker 2023/24 |
| ------------------ |
| Ajax Zesde titel   |

## Statistieken

#### Doelpuntenmaaksters
5 doelpunten
- Tessa Wullaert (Fortuna Sittard)

4 doelpunten
- Romeé Leuchter (Ajax)
- Katelyn Hendriks (Excelsior)
- María Ólafsdóttir Grós (Fortuna Sittard)

3 doelpunten
- Nadine Noordam (Ajax)
- Danique Tolhoek (Ajax/Jong Ajax)
- Fleur Zwama (Saestum-2)

2 doelpunten
- Tiny Hoekstra (Ajax)
- Bente Jansen (Ajax)
- Quinty Sabajo (Ajax)
- Mirte van Koppen (Jong Ajax)
- Dana Breewel (Excelsior)
- Ella Van Kerkhoven (Feyenoord)
- Renate Jansen (FC Twente)
- Amber Visscher (FC Utrecht)

1 doelpunt
- Daniëlle Noordermeer (ADO Den Haag)
- Rosa van Gool (Ajax)
- Daliyah de Klonia (Ajax)
- Sherida Spitse (Ajax)
- Jonna van de Velde (Ajax)
- Lina Touzani (Jong Ajax)
- Lynn Groenewegen (Excelsior)
- Chelsea Homan (Excelsior)
- Kimberley Smit (Excelsior)
- Jada Conijnenberg (Feyenoord)
- Sanne Koopman (Feyenoord)
- Romeé van de Lavoir (Feyenoord)
- Féli Delacauw (Fortuna Sittard)
- Hanna Huizenga (Fortuna Sittard)
- Charlotte Hulst (Fortuna Sittard)
- Jet van Beijeren (sc Heerenveen)
- Janneke Ennema (sc Heerenveen)
- Sophie van Vugt (PEC Zwolle)
- Chimera Ripa (PSV)
- Lisa van der Linde (Saestum-2)
- Eva Oude Elberink (FC Twente)
- Liz Rijsbergen (FC Twente)
- Lotje de Keijzer (FC Utrecht)
- Senne van de Velde (FC Utrecht)
- Dieke van Straten (FC Utrecht)
- Ilse van der Zanden (FC Utrecht)